# Museo archeologico di Durazzo
Il Museo archeologico (in albanese: Muzeu Arkeologjik) è il museo archeologico della città di Durazzo, in Albania. Fu fondato nel 1951 dall’archeologo albanese Vangjeli Toci, si tratta del museo archeologico più grande del paese. Il museo si trova vicino alla spiaggia e a nord del museo si trovano le mura bizantine del VI secolo, costruite dopo l'invasione visigota del 481. 
La ribellione del 1997 in Albania ha visto il museo seriamente danneggiato e saccheggiato.

## Collezione
La maggior parte del museo consiste in 3204 manufatti  trovati nel vicino sito antico di Dyrrhachium e comprende una vasta collezione del periodo greco antico, ellenistico e romano. Gli oggetti di maggior rilievo sono le stele funerarie romane, i sarcofagi in pietra e una collezione di busti in miniatura di Venere, testimonianza del periodo in cui Durazzo era un centro di culto della dea.

## Ricostruzione

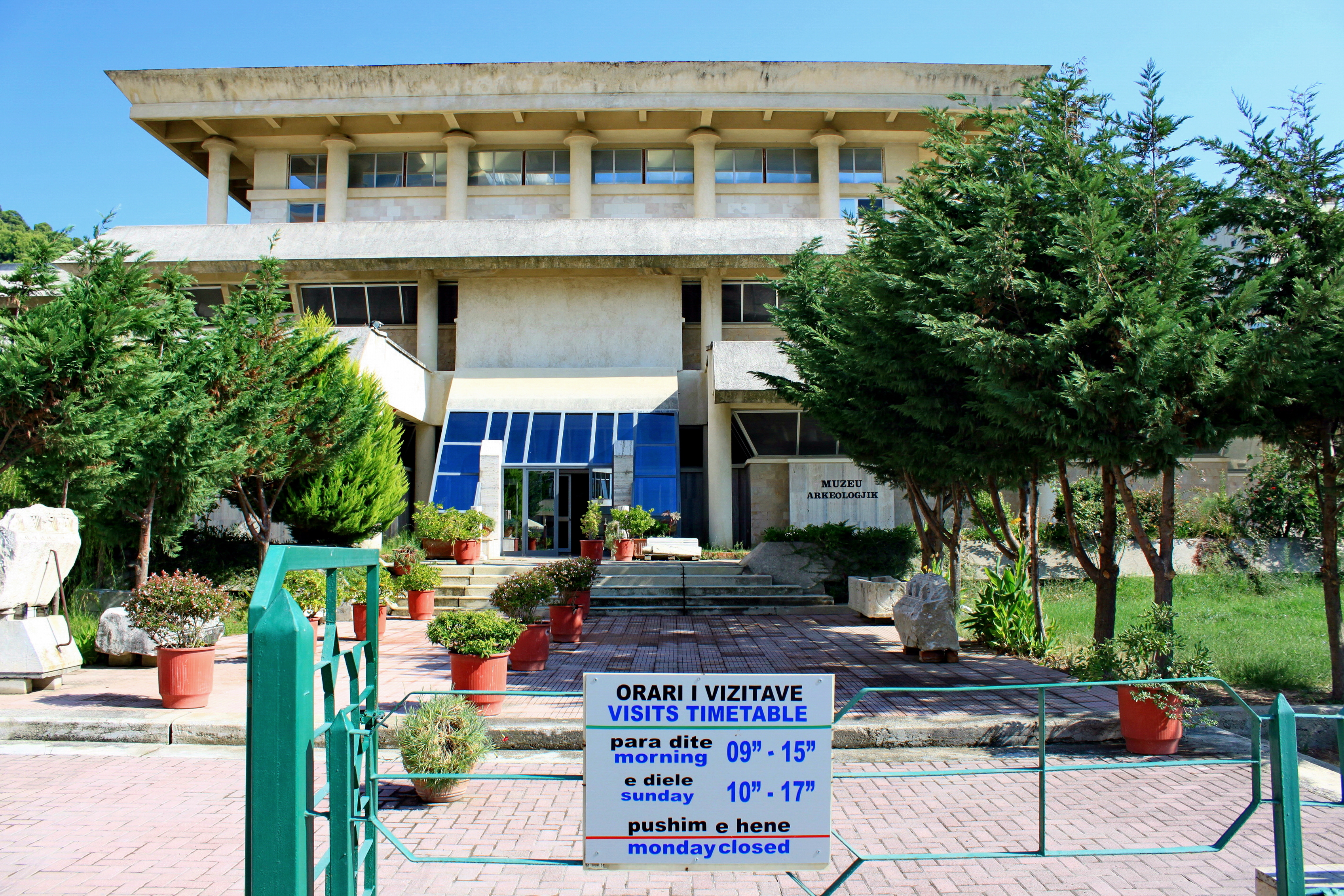
Il museo prima della ricostruzione.

Nel 2010, il Museo Archeologico di Durazzo subì una ricostruzione totale.  Nonostante l'importanza degli oggetti archeologici, il museo non è un'istituzione indipendente ed è gestito dalla Direzione regionale dei monumenti di Durazzo. Il museo è sostenuto dall'Istituto albanese di archeologia e dall'Accademia delle scienze che intende trasformarlo in un museo nazionale secondo gli archeologi come Adi Anastasi e Luan Përzhita, dato il significato storico dei suoi manufatti e la loro ricca eredità culturale.
Un fondo è stato aperto dal Ministero del turismo, della cultura, della gioventù e dello sport per fornire al museo una nuova unità di ricerca, un proprio personale scientifico, un laboratorio e un organo amministrativo. Problemi furono identificati nel processo di ricostruzione dato che il museo si trova vicino al mare e affronta l'erosione dal contenuto di iodio di sale, umidità e agenti atmosferici.

## Riapertura

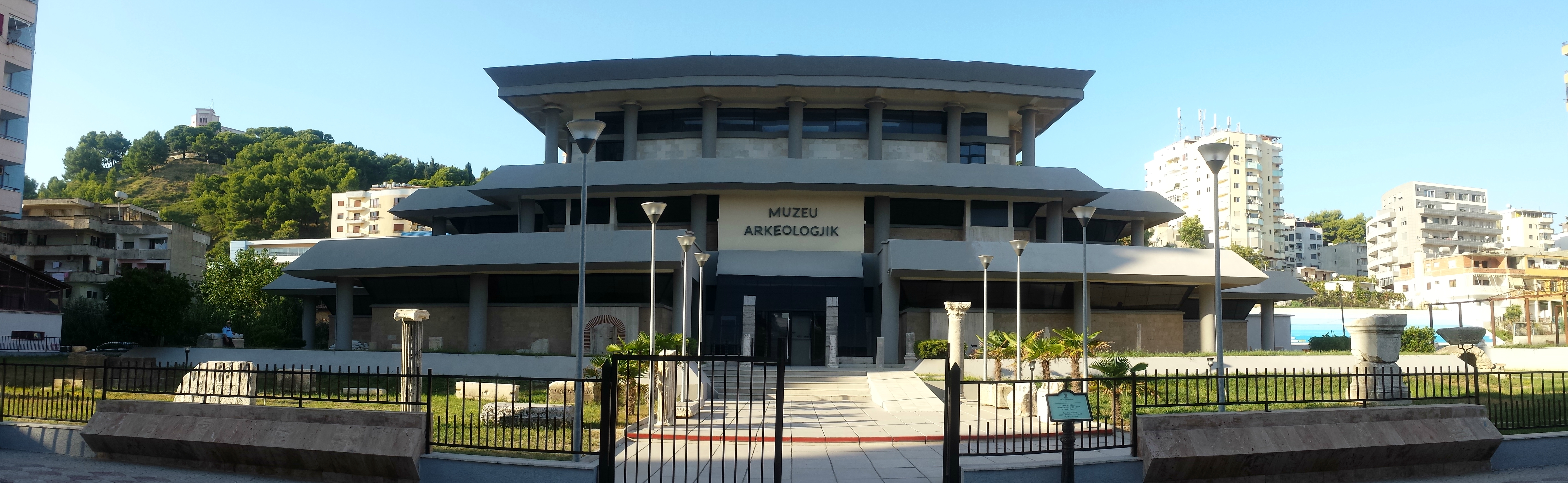
Il museo dopo la ristrutturazione.

Il museo è stato riaperto dal primo ministro Edi Rama il 20 marzo 2015 dopo 4 anni di chiusura.
Il museo è aperto dalle 9:00 alle 15:00 tutti i giorni della settimana, eccetto il lunedì.